# عاهرة بابل

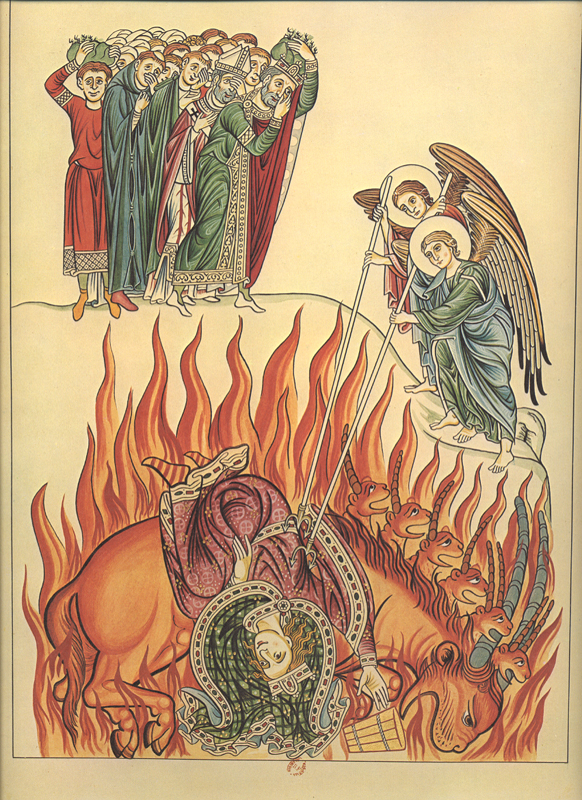
لوحة عاهرة بابل رسمت عام 1180م

عاهرة بابل هي إحدى شخصيات العهد الجديد المذكورة في رؤيا يوحنا، وهي شخصية رمزية أو صورة وليست حقيقة واقعة، تشير إلى ما تعرضت له الكنيسة من اضطهادات.

## أصل التسمية
إن اصطلاح اسم عاهرة بابل يبدوا غريبًا وغامضًا، بيد أن سفر الرؤيا يمتلئ بمثل هذه المصطلحات التي تكشف صورًا بمعنى مجازي، فالزنى أو البغاء في العهد القديم ولدى الجيل الأول من المسيحيين كان يعتبر بمثابة عبادة الأصنام الوثنية، في حين أن مدينة بابل غدت لدى الجيل الأول من المؤلفين المسيحيين رمزًا لكل المدن العظيمة في الإمبراطورية الرومانية وتعني هنا مدينة روما، ويمكن الاستدلال على ذلك من رؤيا يوحنا 9/17 حيث تذكر صراحة سبع تلال تحيط بالمدينة، ومن المعروف أن روما مؤسسة على سبعة تلال، وبالتالي تكون عاهرة بابل تشير إلى روما الوثنية التي اضطهدت المسيحيين.

## عاهرة بابل في رؤيا يوحنا
جاء في الفصل السابع عشر من رؤيا يوحنا:
| عاهرة بابل | ثم جاء واحد من الملائكة السبعة الذين معهم الكؤوس السبعة وتكلم معي قائلاً، هلمّ فأريك دينونة الزانية العظيمة الجالسة على المياه الكثيرة، التي زنى معها ملوك الارض وسكر سكانها من خمر زناها. فمضى بي بالروح إلى البرية فرأيت امرأة جالسة على وحش قرمزي عليه جميع أسماء التجديف له سبعة رؤوس وعشرة قرون.والمرأة كانت متسربلة بأرجوان وقرمز ومتحلية بذهب وحجارة كريمة ولؤلؤ ومعها كأس من ذهب في يدها مملوءة رجاسات ونجاسات زناها، وعلى جبهتها اسم مكتوب، سر بابل العظيمة أم زانيات الأرض. ورأيت المرأة سكرى من دم القديسين ومن دم شهداء يسوع، فتعجبت لما رأيتها تعجباً عظيماً، ثم قال لي الملاك لماذا تعجبت؟ أنا أقول لك سر المرأة والوحش الحامل لها الذي له السبعة الرؤوس والعشرة القرون الوحش الذي رأيت كان وزال لكنه سيعود، بعد أن يصعد من الهاوية ويمضي إلى الهلاك. وسيتعجب الساكنون في الأرض من ليست أسماؤهم مكتوبة في سفر الحياة منذ تأسيس العالم حينما يرون الوحش، وهنا لا بدّ من الفطنة، السبعة الرؤوس هي سبعة تلال عليها تجلس المرأة وسبعة ملوك خمسة سقطوا وواحد موجود والاخر لم يات بعد ومتى أتى ينبغي أن يبقى وقتًا قليلاً. والوحش الذي كان وزال فهو ثامن وهو من السبعة يأتي ويمضي إلى الهلاك، والعشرة القرون التي رأيت هي عشرة ملوك لم يأخذوا ملكًا بعد لكنهم سيأخذون سلطانًا كملوك ساعة واحدة مع الوحش، هؤلاء لهم رأي واحد ويعطون الوحش قدرتهم وسلطانهم، وسيحاربون الحمل والحمل سيغلبهم لأنه رب الأرباب وملك الملوك والذين معه مدعوون ومختارون ومؤمنون. ثم قال لي المياه التي رأيت حيث الزانية جالسة هي شعوب وجموع وأمم وألسنة، وأما العشرة القرون التي رأيت على الوحش فهؤلاء سيبغضون الزانية وسيجعلونها خربة وعريانة ويأكلون لحمها ويحرقونها بالنار. لأن الله وضع في قلوبهم أن يصنعوا رأيه وأن يصنعوا رأيا واحدًا ويعطوا الوحش ملكهم حتى تكمل أقوال الله. | عاهرة بابل |

أما عن تفسير النص، فمن المعروف أن المياه ترمز في العهد القديم إلى الخطايا لذلك عندما تذكر روما الوثنية أي عاهرة بابل بالقرب من المياه فهي تشير لكثرة الخطايا، في حين يشير مصطلح سكر أهل الأرض من خمرة بغائها إلى الأمم والشعوب الذين سجدوا للقيصر وهو الدين الرسمي في الإمبراطورية الرومانية، أما أن العاهرة تقيم في البرية فذلك لأن البرية مكان نجس توراتيًا ولا تسكنه سوى الحيوانات النجسة، أما الوحش الذي تركب عليه المرأة فهو الإمبراطور نيرون نفسه الذي مات ولكنه سيعود بمعنى مجازي سيخلفه ملوك وأباطرة يضطهدون المسيحيين مثله، وهذا رمز الرؤوس السبعة والقرون العشرة، فالرؤوس تشير إلى الأباطرة الذين سيضطهدون المسيحيين، أما القرون فتشير إلى الحكام المحليين من مختلف أقاليم الإمبراطورية الذين سيضطهدون المسيحيين أيضًا، وهو ما يبدوا واضحًا من خلال ما ذكر عن سكر المرأة من دم القديسين.
أما مصطلح الحمل فهو يسوع المسيح، ويذكر أيضًا أن الحمل سيغلبهم لأنه ملك الملوك ورب الأرباب، أي أن الكنيسة ستنتصر على مضطهديها في النهاية وفي تغيير مفاجئ للأحداث تشير الآية 16 إلى أن قوى الشر التي طالما خضعت لهذه العاهرة قد هجمت عليها وقتلتها، وربما كان في ذلك إشارة إلى الفرثيين أو القوط الشرقيين الذين كانوا خاضعين لروما ثم استطاعوا احتلالها وإسقاط الإمبراطورية في القرن الخامس.

## الدروس الروحية
إن الدروس الروحية التي تقدمها عاهرة بابل أنه يجب مهما حدث الوثوق في أن الله ما زال يدير دفة الأمور وأنه يستخدم مقاوميه في تنفيذ مشيئته، وذلك حسب الكنيسة الكاثوليكية وأرثوذكسية شرقية وبروتستانتية أيضًا.